# Psychró (Lassithi)
Psychró, en grec moderne : Ψυχρό, est un village du plateau du Lassíthi, en Crète, en Grèce. Selon le recensement de 2011, la population de Psychró compte 133 habitants. Il est situé à une altitude de 840 m et à une distance de 45 km d'Ágios Nikólaos.

## Langue
À Psychro, les jeunes générations parlent quotidiennement la langue grecque, avec des influences significatives du dialecte crétois. Les plus anciens, en revanche, parlent presque exclusivement le dialecte crétois avec des mots et expressions caractéristiques que l'on retrouve presque exclusivement sur le plateau de Lassithi.

## Recensements de la population
| Recensements | 1900 | 1920 | 1928 | 1940 | 1951 | 1961 | 1971 | 1981 | 1991 | 2001 | 2011 |
| ------------ | ---- | ---- | ---- | ---- | ---- | ---- | ---- | ---- | ---- | ---- | ---- |
| Population   | 363  | 325  | 390  | 453  | 422  | 365  | 307  | 248  | -    | 212  | 133  |